# Karl Otto von Seemen
Karl Otto von Seemen (Confederação Germânica, 24 de março de 1838 – República de Weimar, 20 de setembro de 1910) foi um botânico e horticulturista alemão. Se tornou notável por seus estudos de plantas do sul do continente africano.

## Plantas estudadas
De acordo com Índice Internacional de Nomes de Plantas (IPNI) mais de 109 de nomes de plantas foram publicados por Seemen, incluindo espécies de Castanopsis, Fagus, Pyrola, Quercus e Salix.

## Espécies selecionadas
- (Caprifoliaceae) Viburnum (sect. Oreinotinus) seemenii Graebn.[2]
- (Potamogetonaceae) Potamogeton seemenii Asch. & Graebn.[3]
- (Ranunculaceae) Anemonoides × seemenii (Camus) Holub[4]
- (Salicaceae) Salix seemenii B.Fedtsch.[5]

## Publicações
1903. Salices Japonicæ, &c. (Leipzig, Gebrüder Borntraeger) 83 pp.